# Julius Korngold
Dr. jur. Julius Leopold Korngold (Brünn, Habsburg Birodalom, 1860. december 24. – Los Angeles, Kalifornia, Amerikai Egyesült Államok, 1945. szeptember 25.) osztrák zenekritikus, zongoraművész és ügyvéd. Kritikusként Eduard Hanslick halála után a legnagyobb tekintélynek számított Bécsben.
Erich Wolfgang Korngold zeneszerző, karmester és zongoraművész és Hans Robert Korngold dzsesszzenész édesapja. Erich-kel közösen Paul Schott álnéven írták meg A halott város librettóját.

## Élete
Julius Korngold a morvaországi Brünnben egy lengyel-osztrák származású zsidó családban született. Édesapja likőrgyáros volt. Öccse Eduard Korngold (1863–1939) színész, drámaíró. Két féltestvérük Auschwitzban mártírhalált halt.
Szülei nem érdeklődtek a zene iránt. Alapismereteit önképzéssel szerezte meg, a brünni Német Házban tanult zongorázni a gimnáziumi évek alatt. 1881 és 1887 között jogot hallgatott a Bécsi Egyetemen, ahol doktorátust szerzett. Tanulmányozta a zeneelméletet és a harmóniát is a Zenebarátok Társaságának (Gesellschaft der Musikfreunde) Konzervatóriumában Franz Krenn és Anton Bruckner vezetésével.
Brünnbe való visszatérése után Korngold befejezte jogi szakmai gyakorlatát, közben zenekritikusként dolgozott helyi német lapoknál. A Josefine Witrofskyval kötött házasságából két fia született, akiket zeneszerzők nyomán nevezett el, az elsőszülött Schumann után a Hans Robert nevet, a második Mozart emlékére az Erich Wolfgangot kapta. Miközben nagymértékben elhanyagolta az idősebb fiát, addig jelentősen előmozdította fiatalabb gyermeke zenei karrierjét. Közösen Paul Schott álnéven írták meg A halott város librettóját, Georges Rodenbach Bruges, a halott város című regénye nyomán.
Egy Brahmsról írott cikke keltette fel Eduard Hanslick figyelmét, aki találkozót szervezett neki a cikk alanyával, majd állást ajánlott fel a nagy nemzetközi tekintélynek örvendő, liberális szellemű Neue Freie Pressénél. A Korngold család 1901-ben költözött Bécsbe. Rövid jogászi működés után 1902-ben kezdte meg munkáját a lapnál Hanslick asszisztenseként, 1904-től már a zenei rovat vezetője volt. Kollégái voltak – többek közt – Felix Salten és Stefan Zweig. A tulajdonos nem szólt bele munkájukba. Cikkeivel számos ellenséget szerzett magának, sok per indult ellene. 1934-ben a lap fasiszta kézre került, és Korngoldot nyugdíjazták. Idejét főként Erich Wolfgang fia menedzselésére fordította.
Az anschlusst követően, zsidó származásuk miatt, el kellett hagyniuk Ausztriát és feleségével meg unokájával követte Erichet Amerikába, ahol Los Angelesben telepedtek le. Társasága zömmel a Bécsből ismert, szintén üldözött művészekből, például Bruno Walterből állt. 1940 márciusában Hans Robert is utánuk ment. 1943 februárjában az apa megkapta az amerikai állampolgárságot. Julius Korngold a „filmfővárosban” hunyt el 1945-ben, és a Hollywood Forever Temetőben helyezték örök nyugalomra.
1955-ben a tiszteletére utcát neveztek el róla Bécs 14. kerületében, Penzingben.

## Munkássága
A 20. század elején, amikor a város a klasszikus zene központja volt, Bécs egyik legfontosabb kritikusának tekintették. Ő fedezte fel az ifjú Gustav Mahlert.

### Írásai
- Deutsches Opernschaffen der Gegenwart (Német kortárs opera) , Bécs: Leonhardt, 1921.
- Die romanische Oper der Gegenwart (A mai romantikus stílusú opera), Bécs: Rikola, 1922.
- Das Rosé-Quartett. Fünfzig Jahre Kammermusik in Wien (A Rosé Quartett: Ötvenéves kamarazene Bécsben), Bécs: Pago, 1932.
- Atonale Götzendämmerung (Atonális bálványimádás), Bécs: Doblinger, 1938.
- Child Prodigy – Erich Wolfgang Korngold’s Years of Childhood (Csodagyerek - Erich Wolfgang Korngold gyermekévei), New York: Willard Publ., 1945.
- Die Korngolds in Wien. Der Musikkritiker und das Wunderkind. Aufzeichnungen von Julius Korngold (A Korngoldok Bécsben: A zenekritikus és a csodagyerek), Zürich: Ed. Musik & Theater, 1991. ISBN 372656022X) - Julius Korngold feljegyzéseivel, emlékirataival

## További hivatkozások
- Julius Korngold írásai. Internet Archive. (Hozzáférés: 2019. december 24.)